# Teramo Calcio 1995-1996
Questa pagina raccoglie le informazioni riguardanti il Teramo Calcio nelle competizioni ufficiali della stagione 1995-1996.

## Rosa
| N. |                   | Ruolo | Calciatore          |
| -- | ----------------- | ----- | ------------------- |
|    | Italia (bandiera) | C     | Luca Amelii         |
|    | Italia (bandiera) | A     | Mario Bonfiglio     |
|    | Italia (bandiera) | D     | Federico Ciarrocchi |
|    | Italia (bandiera) | A     | Stefano Cuccú       |
|    | Italia (bandiera) | C     | Andrea D'Amblè      |
|    | Italia (bandiera) | C     | Massimo De Amicis   |
|    | Italia (bandiera) | D     | Ercole D'Eustacchio |
|    | Italia (bandiera) | D     | Daniele Di Filippo  |
|    | Italia (bandiera) | C     | Ulisse Di Pietro    |
|    | Italia (bandiera) | C     | Maurizio Fusari     |
|    | Italia (bandiera) | P     | Amedeo Galeazzi     |

| N. |                   | Ruolo | Calciatore             |
| -- | ----------------- | ----- | ---------------------- |
|    | Italia (bandiera) | A     | Marco Giuliodori       |
|    | Italia (bandiera) | P     | Fabrizio Grilli        |
|    | Italia (bandiera) | C     | Fabio Lupo             |
|    | Italia (bandiera) | C     | Massimo Marini         |
|    | Italia (bandiera) | C     | Michele Perricone      |
|    | Italia (bandiera) | C     | Federico Perugini (II) |
|    | Italia (bandiera) | D     | Massimo Rosati         |
|    | Italia (bandiera) | C     | Roberto Ruffini        |
|    | Italia (bandiera) | D     | Ivan Sottini           |
|    | Italia (bandiera) | D     | Luca Spinozzi          |
|    | Italia (bandiera) | C     | Paolo Zacchini         |

## Risultati

### Campionato

#### Girone di andata
| 3 settembre 1995 1ª giornata | Matera | 1 – 0 | Teramo |  |

| 10 settembre 1995 2ª giornata | Teramo | 0 – 1 | Astrea |  |

| 17 settembre 1995 3ª giornata | Frosinone | 1 – 0 | Teramo |  |

| 24 settembre 1995 4ª giornata | Teramo | 3 – 0 | Trani |  |

| 1º ottobre 1995 5ª giornata | Fasano | 0 – 1 | Teramo |  |

| 8 ottobre 1995 6ª giornata | Teramo | 1 – 1 | Catanzaro |  |

| 15 ottobre 1995 7ª giornata | Teramo | 1 – 0 | Catania |  |

| 22 ottobre 1995 8ª giornata | Giulianova | 0 – 0 | Teramo |  |

| 29 ottobre 1995 9ª giornata | Teramo | 0 – 0 | Albanova |  |

| 5 novembre 1995 10ª giornata | Taranto | 0 – 1 | Teramo |  |

| 12 novembre 1995 11ª giornata | Teramo | 2 – 1 | Marsala |  |

| 19 novembre 1995 12ª giornata | Castrovillari | 1 – 0 | Teramo |  |

| 3 dicembre 1995 13ª giornata | Teramo | 1 – 1 | Sporting Benevento |  |

| 10 dicembre 1995 14ª giornata | Bisceglie | 1 – 0 | Teramo |  |

| 17 dicembre 1995 15ª giornata | Viterbese | 1 – 1 | Teramo |  |

| 30 dicembre 1995 16ª giornata | Teramo | 1 – 1 | Battipagliese |  |

| 7 gennaio 1996 17ª giornata | Avezzano | 1 – 1 | Teramo |  |

#### Girone di ritorno
| 14 gennaio 1996 18ª giornata | Teramo | 1 – 3 | Matera |  |

| 21 gennaio 1996 19ª giornata | Astrea | 0 – 1 | Teramo |  |

| 28 gennaio 1996 20ª giornata | Teramo | 0 – 1 | Frosinone |  |

| 4 febbraio 1996 21ª giornata | Trani | 0 – 1 | Teramo |  |

| 11 febbraio 1996 22ª giornata | Teramo | 1 – 1 | Fasano |  |

| 18 febbraio 1996 23ª giornata | Catanzaro | 3 – 0 | Teramo |  |

| 25 febbraio 1996 24ª giornata | Catania | 0 – 0 | Teramo |  |

| 10 marzo 1996 25ª giornata | Teramo | 1 – 0 | Giulianova |  |

| 17 marzo 1996 26ª giornata | Albanova | 0 – 0 | Teramo |  |

| 24 marzo 1996 27ª giornata | Teramo | 1 – 0 | Taranto |  |

| 31 marzo 1996 28ª giornata | Marsala | 1 – 0 | Teramo |  |

| 14 aprile 1996 29ª giornata | Teramo | 4 – 0 | Castrovillari |  |

| 20 aprile 1996 30ª giornata | Sporting Benevento | 1 – 0 | Teramo |  |

| 28 aprile 1996 31ª giornata | Teramo | 2 – 1 | Bisceglie |  |

| 5 maggio 1996 32ª giornata | Teramo | 1 – 0 | Viterbese |  |

| 12 maggio 1996 33ª giornata | Battipagliese | 2 – 1 | Teramo |  |

| 19 maggio 1996 34ª giornata | Teramo | 0 – 1 | Avezzano |  |